# Élections sénatoriales de 1948 en Ille-et-Vilaine
Les élections au Conseil de la République en Ille-et-Vilaine ont lieu le dimanche 17 octobre 1948 pour l'élection des 1 298 délégués élus par les conseils municipaux et le 7 novembre 1948 pour le vote de ces délégués.
Elles ont pour but d'élire les 3 conseillers représentant le département au Conseil de la République pour un mandat de neuf années.

## Mode de scrutin
Il marque un retour au mode de scrutin indirect utilisé sous la troisième république, avec un léger correctif proportionnel pour les onze départements les plus peuplés.

### Première phase le17 octobre 1948
Le système électoral commence par une élection de délégués au scrutin indirect direct, dans chaque Commune, le conseil municipal votant pour élire un ou des délégués selon la répartition suivante : 
Pour les communes de moins de 9 000 habitants :
- un délégué pour les conseils de onze membres ;
- trois délégués pour ceux de treize membres ;
- cinq délégués pour ceux de dix-sept membres ;
- sept délégués pour ceux de vingt-et-un membres ;
- quinze délégués pour ceux de vingt-trois membres.

Dans les communes de 9 000 à 45 000 habitants, tous les conseillers municipaux sont délégués de droit.
Dans celles de plus de 45 000 habitants, les conseils votent pour un délégué supplémentaire par tranche de 5 000 habitants.
Ce qui pour l'Ille-et-Vilaine représente au total 1 298 délégués.

### Seconde phase le7 novembre 1948
Les délégués se réunissent à la Préfecture et vote pour les départements de moins de quatre conseillers au scrutin majoritaire à deux tours.
Pour être élu au premier tour il faut :
- la majorité absolue des suffrages exprimés ;
- au moins le quart des électeurs inscrits.

Au second tour la majorité relative suffit.

## Sénateurs sortants
| Conseiller de la République | Conseiller de la République | Parti | Fonctions lors de l'élection en 1948                                         |
| --------------------------- | --------------------------- | ----- | ---------------------------------------------------------------------------- |
|                             | Hippolyte Réhault           | MRP   | Maire de Fougères. Industriel de la chaussure.                               |
|                             | Victor Janton               | MRP   | Professeur de philosophie au Lycée de Rennes.                                |
|                             | Eugène Quessot              | SFIO  | Conseiller général de Rennes-Sud-Est. Ajusteur aux Chemins de fer de l’État. |

## Élections des délégués (24 novembre 1948)
| Parti politique | Parti politique | Élus |
| --------------- | --------------- | ---- |
|                 | MRP             | 372  |
|                 | PRL-URD         | 307  |
|                 | RPF             | 191  |
|                 | Soc. ind-Ind. G | 186  |
|                 | Rad. ind-RGR    | 134  |
|                 | Rad-soc         | 89   |
|                 | SFIO            | 71   |
|                 | PCF-URR         | 31   |
|                 | UDSR            | 2    |
|                 |                 |      |
| Total           | Total           | 1383 |

## Élections des conseillers (8 décembre 1948)

### Listes candidates
| N° | Candidats | Candidats     | Parti | Principales fonctions |
| -- | --------- | ------------- | ----- | --- |
| 01 |           | Marcel Rupied | RPF   | Ancien député (1945-1946). Président du Conseil général, maire de Vitré. Notaire.                                        |
| 02 |           | Paul Robert   | URD   | Conseiller général de Rennes-Nord-Est. Trésorier des caisses primaire du Crédit agricole, directeur de caisse d'épargne. |
| 03 |           | Léon Le Coz   | RPF   | Colonel en retraite. |

| N° | Candidats | Candidats           | Parti | Principales fonctions                                                                            |
| -- | --------- | ------------------- | ----- | ------------------------------------------------------------------------------------------------ |
| 01 |           | Hippolyte Réhault * | MRP   | Maire de Fougères. Industriel de la chaussure, Résistant, déporté à Buchenwald.                  |
| 02 |           | Victor Janton *     | MRP   | Professeur de philosophie au Lycée de Rennes. Détenu à Châteaubriant, Médaillé de la Résistance. |
| 03 |           | Louis Frémont       | MRP   | Maire de Saint-Coulomb. Cultivateur, président de l'Office agricole d'Ille-et-Vilaine.           |

| N° | Candidats | Candidats         | Parti | Principales fonctions                                                               |
| -- | --------- | ----------------- | ----- | ----------------------------------------------------------------------------------- |
| 01 |           | Yves Estève       | RPF   | Conseiller général de Dol-de-Bretagne. Notaire, ancien MRP.                         |
| 02 |           | Adrien Le Page    | RPF   | Adjoint au maire de Fougères. Capitaine de frégate en retraite.                     |
| 03 |           | Pierre Segrettier | RPF   | Sous-inspecteur à la SNCF, responsable de l'Action ouvrière sur Rennes. Ancien RGR. |

| N° | Candidats | Candidats           | Parti   | Principales fonctions                                                                                         |
| -- | --------- | ------------------- | ------- | --- |
| 01 |           | Abel Bourgeois      | RGR     | Conseiller général et maire de Combourg. Notaire, ancien Rép. G.                                              |
| 02 |           | Jean-Marie Douessin | RGR     | Conseiller général du Sel-de-Bretagne, maire de Lalleu. Agriculteur, vice président de la CGA, ancien Rép. G. |
| 03 |           | Maurice Gottelaud   | Rad-soc | Industriel à Rennes, secrétaire général de la fédération radical de Bretagne.                                 |

| N° | Candidats | Candidats       | Parti | Principales fonctions                                                                                 |
| -- | --------- | --------------- | ----- | --- |
| 01 |           | Alexis Le Strat | SFIO  | Adjoint au maire de Rennes. Instituteur , président de l'Office HLM de Rennes.                        |
| 02 |           | Jules Besnard   | SFIO  | Conseiller général et adjoint au maire de Pleine-Fougères. Instituteur et directeur d'école publique. |
| 03 |           | Joseph Hamon    | SFIO  | Maire de Montauban-de-Bretagne. Cordier.                                                              |

| N° | Candidats | Candidats         | Parti | Principales fonctions                                                      |
| -- | --------- | ----------------- | ----- | -------------------------------------------------------------------------- |
| 01 |           | Maurice Dupuis    | PCF   | Journaliste, secrétaire fédéral du parti.                                  |
| 02 |           | Marcel Cadieu     | PCF   | Conseiller municipal de Rennes. Professeur au Collège technique de Rennes. |
| 03 |           | Anne-Marie Glémot | PCF   | Conseiller municipal de Saint-Malo. Infirmière.                            |

## Résultats
- Les deux listes du RPF fusionnent, ainsi que les listes du RGR et de la SFIO pour le scrutin de ballotage.

| Candidat et parti politique | Candidat et parti politique | Candidat et parti politique | Premier tour | Premier tour | Second tour | Second tour |
| Candidat et parti politique | Candidat et parti politique | Candidat et parti politique | Voix         | %            | Voix        | %           |
| --------------------------- | --------------------------- | --------------------------- | ------------ | ------------ | ----------- | ----------- |
|                             | Marcel Rupied               | RPF                         | 469          | 35,26        | 719         | 52,10       |
|                             | Paul Robert                 | URD                         | 342          | 27,71        | 591         | 42,83       |
|                             | Léon Le Coz                 | RPF                         | 312          | 23,46        | Retrait     | Retrait     |
|                             |                             |                             |              |              |             |             |
|                             | Hippolyte Réhault *         | MRP                         | 356          | 26,77        | 352         | 25,51       |
|                             | Victor Janton *             | MRP                         | 319          | 23,99        | 280         | 20,29       |
|                             | Louis Frémont               | MRP                         | 351          | 26,39        | 369         | 26,74       |
|                             |                             |                             |              |              |             |             |
|                             | Yves Estève                 | RPF                         | 358          | 26,92        | 740         | 53,62       |
|                             | Adrien Le Page              | RPF                         | 235          | 17,67        | Retrait     | Retrait     |
|                             | Pierre Segrettier           | RPF                         | 194          | 14,59        | Retrait     | Retrait     |
|                             |                             |                             |              |              |             |             |
|                             | Abel Bourgeois              | RGR                         | 209          | 15,71        | 324         | 23,48       |
|                             | Jean-Marie Douëssin         | RGR                         | 178          | 13,38        | Retrait     | Retrait     |
|                             | Maurice Gauttelaud          | Rad-soc                     | 165          | 12,41        | 289         | 20,94       |
|                             |                             |                             |              |              |             |             |
|                             | Alexis Le Strat             | SFIO                        | 164          | 12,33        | 273         | 19,78       |
|                             | Jules Besnard               | SFIO                        | 157          | 11,81        | Retrait     | Retrait     |
|                             | Joseph Hamon                | SFIO                        | 141          | 10,60        | Retrait     | Retrait     |
|                             |                             |                             |              |              |             |             |
|                             | Maurice Dupuis              | PCF                         | 57           | 4,29         | 46          | 3,33        |
|                             | Marcel Cadieu               | PCF                         | 56           | 4,21         | 46          | 3,33        |
|                             | Anne-Marie Glémot           | PCF                         | 55           | 4,14         | 45          | 3,26        |
|                             |                             |                             |              |              |             |             |
| Inscrits                    | Inscrits                    | Inscrits                    | 1 389        |              | 1 389       |             |
| Votants                     | Votants                     | Votants                     | 1 385        | 99,71        | 1 387       | 99,86       |
| Exprimés                    | Exprimés                    | Exprimés                    | 1 330        | 96,02        | 1 380       | 99,50       |

### Conseillers de la République élus
| Sénateur | Sénateur      | Parti | Fonctions lors de l'élection en 1948                                                                                     |
| -------- | ------------- | ----- | --- |
|          | Yves Estève   | RPF   | Conseiller général de Dol-de-Bretagne. Notaire, ancien MRP.                                                              |
|          | Marcel Rupied | RPF   | Ancien député (1945-1946). Président du Conseil général, maire de Vitré. Notaire.                                        |
|          | Paul Robert   | URD   | Conseiller général de Rennes-Nord-Est. Trésorier des caisses primaire du Crédit agricole, directeur de caisse d'épargne. |